# Magnifica presenza
Magnifica presenza és una pel·lícula italiana del 2012 dirigida per Ferzan Özpetek.
La pel·lícula va obtenir vuit nominacions per als David di Donatello 2012 i nou als Nastri d'argento 2012.

## Argument
Roma. Pietro és un jove pastisser gai, ple de fixacions, que ha decidit deixar la seva ciutat natal Catània i traslladar-se a la capital, temporalment com a convidat de la seva cosina Maria, per seguir el seu somni de convertir-se en actor. Entre audicions i decepcions, Pietro troba casa en un edifici de via Cavalcanti 37 al barri romà de Monteverde. Després d'una experiència fugaç amb un noi romà que va passar fa molt de temps, Pietro encara està enamorat d'aquest home i, en les seves fantasies, el considera la seva parella. Tan bon punt arriba a la capital, Pietro convida a sopar el seu suposat xicot Massimo i el rep amb molt d'afecte i dolçor però l'home, molest pels constants missatges i correus electrònics que Pietro li va enviar els mesos anteriors, demostra un comportament violent i irritat. Aleshores li diu que va acceptar la invitació per sopar només per dir-li que s'allunyés i que no el torni a veure mai més. Ho fa amb una violència i una ràbia que deixa bocabadat Pietro. Pietro, que queda sol, intenta endreçar el menjador però, amb terror, en aquell mateix moment, nota la presència d'alguns individus a la casa. Aviat descobrirà que la casa està embruixada per un grup de fantasmes -una companyia d'actors que va morir tràgicament en aquella mateixa casa durant la Segona Guerra Mundial- amb els quals Pietro, malgrat la seva desconfiança inicial, acaba establint una forta relació relació amistat. També serà gràcies a la seva companyia i solidaritat que en Pietro podrà afrontar alguns moments difícils. També forma part de l'empresa Luca Veroli, un bell home gai que va tenir la desgràcia de néixer en un període històric on no podia expressar els seus sentiments i que, ara mateix, s'acosta a Pietro amb una dolçor i amabilitat enorme, fent que Pietro, potser torni a creure en l'amor.
Com a gratitud, el noi es compromet a ajudar els actors de la "Companyia Apollonio" a alliberar-se del vincle amb el seu passat, descobrint que, durant la guerra, els actors van treballar en secret per a la Resistenza i havien estat traïts precisament per la primera actriu de la companyia, Livia Morosini, que fins aleshores havien cregut que era la seva amiga. Finalment lliures de la seva maledicció, escenifiquen la seva comèdia al Teatro Argentina de Roma, tenint com a únic espectador Pietro, l'únic que té el "do" de veure'ls.

## Reconeixement
- Elio Germano: Pietro Pontechiavello
- Paola Minaccioni: Maria
- Giuseppe Fiorello: Filippo Verni
- Anna Proclemer: Livia Morosini
- Alessandro Roia: Paolo
- Margherita Buy: Lea Marni
- Vittoria Puccini: Beatrice Marni
- Cem Yılmaz: Yusuf Antep
- Andrea Bosca: Luca Veroli
- Claudia Potenza: Elena Masci
- Gea Màrtir: Gea
- Bianca Nappi: Nina
- Monica Nappo: Olga
- Gianluca Gori: Ennio
- Mauro Coruzzi: Abadessa
- Massimiliano Gallo: Doctor Cuccurullo
- Ambrogio Maestri: Ambrogio Dardini
- Matteo Savino: Ivan
- Giorgio Marchesi: Massimo
- Lucrezia Valia: Lou
- Eleonora Bolla: Carlotta
- Loredana Cannata: seleccionadora de càsting
- Daniele Luchetti: selector de càsting

## Producció
El rodatge de la pel·lícula va començar a Roma el 24 d'octubre de 2011 i va finalitzar a principis de gener de 2012. La pel·Lícula fou produïda per Fandango i Faros Film amb la col·laboració de Rai Cinema i realitzat en associació amb Intesa Sanpaolo S.p.A..

## Distribució
La distribució als cinemes italians va tenir lloc el 16 de març de 2012, en 400 còpies, a cura de 01 Distribution. Posteriorment es distribueix internacionalment; a Turquia s'estrenarà als cinemes el 6 d'abril amb el títol Şahane Misafir. Magnifica presenza va ser la pel·lícula d'obertura de "Open Roads: New Italian Cinema", un festival que va tenir lloc del 8 al 14 de juny de 2012 al Lincoln Center de Nova York. La pel·lícula també es va presentar com a part del 34è Festival Internacional de Cinema de Moscou, on va guanyar el premi del públic.

## Distribució internacional
- Itàlia: 16 de març 2012
- Turquia: 6 d'abril 2012, com a Şahane Misafir
- Rússia: 13 de setembre 2012
- Hongria: 13 de setembre 2012, com a Titokzatos társulat
- Argentina: 9 de desembre 2012, com a Magnifica presenza al Festival di cinema Italiano de Buenos Aires
- França: 31 de juliol 2013, com a Magnifica presenza

## Promoció
El 16 de febrer, un mes abans de l'estrena a les sales, es va estrenar un primer clip i el cartell oficial de la pel·lícula a internet. Després de l'estrena del cartell, el 21 de febrer de 2012 es va presentar el primer teaser tràiler de la pel·lícula creat per Mimmo Verdesca, que també va crear el making of oficial de la pel·lícula.
El 24 de febrer, Fandango inicia una campanya viral ideada pel director d'art Federico Mauro per a la promoció de la pel·lícula, obrint un lloc sobre l'imaginària Companyia de Teatre Apollonio. El lloc presenta una sèrie de pistes i referències indirectes i està vinculat a la pel·lícula d'Ozpetek presentant alguns personatges de la pel·lícula.
El 2 de març s'estrena el tràiler definitiu i s'obre el lloc web oficial.

## Recaptació
En el primer cap de setmana de programació, la pel·lícula va debutar en segona posició del rànquing de pel·lícules més vistes, per darrere de la pel·lícula francesa Intocable, recaptant 1.193.815,65 euros. A Itàlia, la pel·lícula va recaptar un total de 3.193.691 euros.

## Banda sonora
La música original de la pel·lícula està composta per Pasquale Catalano i orquestrada per Catalano i Giuseppe Sasso. La banda sonora es va gravar i barrejar a Amarcord Studio.
Ja en treballs anteriors, Ozpetek havia utilitzat cançons del repertori de la cantant turca Sezen Aksu, però per a la banda sonora de Magnifica presenza l'artista, juntament amb Pasquale Catalano, van escriure expressament l'inèdit Gitmem Daha . La banda sonora també inclou cançons de Nat King Cole (Perfidia), Patty Pravo (Tutt'al più) i Betty Hutton (I Wish I Didn 'No t'estimo tan).

## Citacions i homenatges
La pel·lícula s'obre amb una dedicatòria a la poeta polonesa Wisława Szymborska, que va morir el febrer de 2012. Basada en una història que en realitat li va passar a un amic del director, Ozpetek i Federica Pontremoli han desenvolupat el tema de la pel·lícula inspirats lliurement en Sis personatges en cerca d'autor de Luigi Pirandello. L'escena final es va rodar al Teatro Valle, on Pirandello va representar per primera vegada la seva famosa obra.
Ozpetek crea una pel·lícula plena de cites i homenatges, des de les autocitacions de les seves obres anteriors, passant pel teatre clàssic, fins a pel·lícules L'últim metro de François Truffaut, Questi fantasmi de Renato Castellani i Fantasmes de Roma d’Antonio Pietrangeli.
Amb el personatge interpretat per Platinette, que lidera amb fermesa un grup de transsexuals que fan barrets, es va fer un paral·lelisme amb el coronel Kurtz d' Apocalypse Now. Una altra cita cinematogràfica és quan Pietro, el protagonista, va a Cinecittà a una audició i coneix els cardenals de Habemus Papam de Nanni Moretti. De nou, en una de les nombroses audicions que fa, Pietro coneix el director Daniele Luchetti (que apareix a la pel·lícula en un cameo). Luchetti ha dirigit Elio Germano a El meu germà és fill únic i La nostra vita.

## Reconeixements
- 2012 - David di Donatello
  - Nominació Millor director a Ferzan Özpetek
  - Nominació Millor actor principal a Elio Germano
  - Nominació Millor banda sonora a Pasquale Catalano
  - Nominació Millor cançó original a Gitmem daha de Sezen Aksu, Pasquale Catalano i Yildirim Turker
  - Nominació Millor escenografia a Andrea Crisanti
  - Nominació Millors vestits a Alessandro Lai
  - Nominació Millor maquillatge a Ermanno Spera
  - Nominació Millors pentinats a Francesca De Simone
- 2012 - Nastro d'argento
  - Millor argument a Ferzan Özpetek i Federica Pontremoli
  - Millori vestuari a Alessandro Lai
  - Nominació Director de la millor pel·lícula a Ferzan Özpetek
  - Nominació Millor actor principal a Elio Germano
  - Nominació Millor actor secundari a Giuseppe Fiorello
  - Nominació Millor actriu secundària a Paola Minaccioni
  - Nominació Millor fotografia a Maurizio Calvesi
  - Nominació Millor edició a Walter Fasano
  - Nominació Millor banda sonora a Pasquale Catalano
- 2012 - Ciak d'oro
  - Millor director a Ferzan Özpetek[21]
  - Millor actor protagonista a Elio Germano[21]
  - Nominació Millor rscenografia a Andrea Crisanti
  - Nominació Millor fotografia a Maurizio Calvesi
  - Nominació Millor manifest a Emrah Yucel
  - Nominació Millor actriu non protagonista a Paola Minaccioni
  - Nominació Millor vestuari a Alessandro Lai
  - Nominació Millor banda sonora a Pasquale Catalano
- 2012 - Festival Internacional de Cinema de Moscou
  - Premi del públic
  - Premi de la Federació de Cineclubs de Rússia
- 2012 - Festival de cinema italià Moviemov
  - Millor film[22]